# 渋谷和宏
渋谷 和宏（しぶや かずひろ、1959年12月8日 - ）は、日本の作家、経済ジャーナリスト。大正大学表現学部客員教授。
『日経ビジネスアソシエ』 創刊編集長。日経BP社 ビジネス局長などを経て、勤続30年となる節目の2014年3月末で同社を退社・独立した。

## 略歴
神奈川県横浜市西区出身。埼玉県在住。神奈川県立希望ヶ丘高等学校、法政大学経済学部卒業後、1984年4月日経BP（当時は日経マグロウヒル）入社。日経ビジネス編集部に配属され、経済記者として7年間にわたり取材・執筆活動を行い、おもにマクロ経済、企業戦略、環境問題を担当。その後、週刊で発行していた時代の日経エンタテインメント!編集部や、書籍を編集・発行する出版局などに所属した。出版局の編集者時代には、ビジネスパーソン向けマンガ「NBPコミックス」シリーズの編集に携わった。1998年3月、日経ビジネス編集部に復帰。日経ビジネス副編集長としてのデスク業務と並行して、20代～30代向けの別冊ムック企画を担当する。手がけたムックの販売成績は本人いわく「2勝3敗」。2001年9月、別冊ムック開発の経験をもとに日経ビジネスアソシエ開発（創刊準備室）を兼務。2002年1月、日経ビジネスアソシエを創刊し、初代編集長に就任した。2003年6月、日経ビジネスアソシエの誌面をリニューアルし、刊行頻度を月刊から月2回刊に変更する。部数が徐々に伸び、広告出稿も順調だったため。2006年4月18日号では、10万部を突破（ABC公査部数）した。<2008年1月、異動により、日経BP社 ベンチャー・サービス局長となる。その後、ビジネス局長、統合コンテンツ局長などを歴任した。2014年3月、同社を退社し独立。テレビやラジオのコメンテーター、パーソナリティ、作家などとして活動。

## 人物
- 渋沢和樹や井伏洋介といったペンネームで小説も執筆する。

- サラリーマン生活と並行して、多様な分野の専門家から構成された編集チーム「サーフライダー21」のメンバーとして不定期に活動していた。謎本の先がけとなった『ウルトラマン研究序説』（1991年発行）や、『エヴァンゲリオン極限心理分析』（2010年発行）などの編集・執筆にあたった。

- 日経ビジネス編集部に在籍していた時、企業経営者らとともに観光ツアーで北朝鮮を訪れたことがある。

- 神奈川県立希望ヶ丘高等学校在学時代は、ワタミ株式会社の創業者で、学校法人郁文館夢学園理事長、参議院議員（1期）の渡邉美樹や、1980年代の小劇場運動をリードした劇団第三エロチカ創立者で作家・演出家の川村毅と同窓であった。渋谷は川村毅が在学中に撮った8ミリ映画に出演している。

- 趣味はランニング。川口マラソン（ハーフマラソン部門）で1時間43分22秒（2010年12月5日）。

- 水彩画が得意で高校時代は硬式テニス部と美術部を掛け持ちしていたほか、大学時代は美術研究会の部長をつとめた[2]。

- 大衆酒場めぐりを好み、とりわけホッピーが好き。ちなみに、日経ビジネスアソシエ編集長時代にはホッピービバレッジ社長（当時は副社長）、石渡美奈の連載を掲載していた。

## 著書

### 渋沢和樹 名義
- 『銹色（さびいろ）の警鐘』 （中央公論新社、1997年）

```
※1997年末発行の「
サンデー毎日
」誌上で国内ミステリー第2位。
```

- 『バーチャルドリーム』（中央公論新社、1999年）
- 『狼の果実』 （講談社、2000年）
- 『罪人（とがびと）の愛』 （幻冬舎、2004年）
- 『挑戦者』 （日本経済新聞出版社、2010年）
  - 【改題】『稲盛和夫 独占に挑む』 （※『挑戦者』の文庫化。日本経済新聞出版社、2012年）

### 井伏洋介 名義
- 『月曜の朝、ぼくたちは』（幻冬舎、2008年）
- 『さよならの週末』（幻冬舎、2012年）

### 渋谷和宏（本名） 名義
- 『文章は読むだけで上手くなる』（PHP研究所、2014年）
- 『働き方は生き方　派遣技術者という選択』（幻冬舎、2016年）
- 『東京ランナーズ』（KADOKAWA、2018年）
- 『「家賃ゼロ賃貸」構想が日本の常識を変える』 （幻冬舎、2019年）
- 『激変する世界の未来を予測する100年に1度の経済学』（総合法令出版、2021年）
- 『知っておきたいお金の常識』（角川春樹事務所、2021年）
- 『日本の会社員はなぜ「やる気」を失ったのか』（平凡社、2023年）

## 現在の出演番組
- シューイチ（日本テレビ、ゲストコメンテーター）※隔週で出演。
- 情報ライブ ミヤネ屋 (読売テレビ) ※東京の汐留スタジオにて経済関連の際に随時出演。
- チャント! (CBCテレビ) ※金曜日隔週コメンテーター。
- 森本毅郎・スタンバイ! (TBSラジオ、2021年1月7日 - ) ※木曜日コメンテーターとして復帰。これまでは2004年6月から不定期出演→月曜日担当(2006年11月 - 2015年9月)→水曜日担当(2015年10月 - 2020年3月)として出演していた。また森本不在の際の代行MCを務める。
- ポリタスTV (YouTube)

## 過去の出演番組
- めざまし新聞for BIZ (フジテレビ) ※金曜担当コメンテーター。
- 渋谷和宏・ヒント（TBSラジオ、パーソナリティ、2014年4月6日～2016年9月25日終了）
- まるわかり!日曜 ニュース深掘り（BS-TBS、メインキャスター）
- Nスタ ニュースワイド (TBSテレビ) 不定期ゲストコメンテーター。